# Mesocyclops dissimilis
Mesocyclops dissimilis is een eenoogkreeftjessoort uit de familie van de Cyclopidae. De wetenschappelijke naam van de soort is voor het eerst geldig gepubliceerd in 1993 door Defaye & Kawabata.